# Монца и Бријанца (округ)
Округ Монца и Бријанца (итал. Provincia di Monza e della Brianza) је округ у оквиру покрајине Ломбардије у северној Италији. Ово је један од најмлађих округа у држави, успостављен 6/7 јуна 2009. године. Седиште округа покрајине и највеће градско насеље је истоимени град Монца.
Површина округа је 405 км², а број становника 850.321 (2011. године).

## Природне одлике
Округ Монца и Бријанца се налази у северном делу државе, без излаза на море. Положај округа је у Падској низији. Округ је већим делом равничарски осим крајње северног дела који захвата брда у подножју Алпа. Речни систем у округу чине две граничне реке - река Тићино као западна граница округа и река Ада као источна.

## Становништво
По последњим проценама из 2011. године у округу Монца и Бријанца живи близу 850.000 становника. Округ обухвата северна предграђа града Милана, па у складу са тим густина насељености је изузетно велика, преко 2.000 ст/км².
Поред претежног италијанског становништва у округу живе и велики број досељеника из свих делова света.

## Општине и насеља
У округу Монца и Бријанца постоји 55 општина (итал. Comuni).
Најважније градско насеље и седиште округа је град Монца (120.000 становника), које је као и већина других насеља предграђе Милана.